# Philippe de Savoie-Nemours
Pour les articles homonymes, voir Philippe de Savoie.
Philippe de Savoie, né en 1490 au château de Bourg-en-Bresse, mort à Marseille le 25 octobre 1533, est un comte apanagiste de Genève et de Genevois (1514-1533) et duc de Nemours (1528-1533). Il est à l'origine de la tige de la maison de Savoie des Savoie-Nemours.

## Biographie

### Origines
Philippe de Savoie est né en 1490, dans le château de Bourg-en-Bresse. Il est le deuxième fils et septième enfant de Philippe de Savoie, alors comte de Bresse et futur duc de Savoie, et de Claudine de Brosse,. Son frère, Charles, succède à leur père à la tête du duché.

### Carrière religieuse
Ne pouvant prétendre à la succession du duché, il est d'abord destiné à une vie ecclésiastique. Dès 1494, il est nommé protonotaire apostolique et il obtient en commende la prévôté de la Congrégation des chanoines du Grand-Saint-Bernard.
L'année suivante, à l'âge de cinq ans, il est élu évêque de Genève,. Son frère, devenu duc, confirme sa charge en 1504, mais pas le Pape. Il est assisté jusqu'en 1511 de son secrétaire, Claude Ier de Buttet, accompagné de son neveu, Jean II, ancien secrétaire de Charles Ier de Savoie, qui est nommé trésorier de l'évêché de Genève et qui deviendra, en 1511, trésorier général des finances de Philippe de Savoie, devenu comte. C'est, pour le XVe siècle, le quatrième prince de la Maison de Savoie nommé à la tête de cet important diocèse, après Pierre (1451-1458), Jean-Louis (1460-1482), et François (1484-1490).
Il est pourvu en commende de la Prévôté de l'Hospice du Grand-Saint-Bernard (1494-1509), des abbayes de Saint-Just de Suse (1500) et de Saint-Pierre de Rivalta (1502).
Il participe à la bataille d'Agnadel le 14 mai 1509 au côté du roi de France, puis renonce à son évêché en novembre 1509, et à ses bénéfices ecclésiastiques. Charles de Seyssel lui succède sur le trône épiscopal.

### Comte apanagiste
Le 15 août 1514, son frère, le duc Charles III, crée pour Philippe de Savoie, un apanage constitué de l'ancien comté de Genève et des baronnies de Faucigny et du Beaufortain, ainsi que de quelques terres en Bugey,. Il est ainsi comte de Genève et de Genevois, sans avoir réellement une autorité sur la cité.
En 1515, il est fait lieutenant-général du duché de Savoie, charge qu'il exerce encore en 1519.
Philippe de Savoie et ses descendants fréquentent assidûment la Cour des rois de France, à commencer par la cour de François Ier.[réf. nécessaire]
Son neveu, le roi de France François Ier, fait donation à Philippe  du duché de Nemours en 1528, à l'occasion de son mariage avec Charlotte d'Orléans-Longueville.
Les ducs de Savoie-Nemours présenteront la particularité d'être à la fois des princes français et savoyards, grands féodaux sur les deux rives du Rhône. Ils résideront le plus souvent en France, détermineront leurs propres alliances et administreront leur pays en nommant  les présidents du conseil de Genevois qui sera situé à Annecy. Les présidents du conseil  assumeront le gouvernement du Genevois au nom de leurs lointains souverains, sous la surveillance attentive des ducs de Savoie régnant à  Chambéry, puis à Turin.

## Famille
Philippe de Savoie-Nemours épouse en septembre 1528 Charlotte d'Orléans-Longueville (1512 † 1549) fille de Louis, duc de Longueville. À cette occasion, son neveu François Ier de France lui donne le duché de Nemours.
De cette union sont issus :
- Jacques (1531 † 1585), duc de Genève et de Nemours ;
- Jeanne (1532 † 1568), mariée en 1555 à Nicolas de Lorraine (1524 † 1577), duc de Mercœur.

Il a entretenu pendant plusieurs années une liaison avec une demoiselle Marie de Ferrye, alias de Farreuil ou de Ferraud (orthographe fluctuante au gré des notaires), de laquelle il eut pour le moins 2 fils naturels et peut-être 1 fille :
- Erasme, protonotaire apostolique, curé de Saint-Jean de Sixt, lui-même père d'au moins cinq enfants naturels[11] ;
- Jacques (appelé par erreur Philippe sur le site de généalogie FMG[9]), abbé d'Entremont et Pignerol, doyen de l'église de N.-D. et prieur de Talloires, condamné à mort le 16 juillet 1547 et exécuté en effigie à Chambéry pour le meurtre du seigneur de Chuit, époux légitime de sa nouvelle maîtresse Jeanne-Françoise de Baleyson, (Sénat de Savoie, 1 B 24), (1537 — 1563/67 (?))[12],[13],[14], père de 3 enfants naturels[11] ;
- Jeanne, mariée à un sieur Jean de Thienne[15].

Il n'est pas totalement exclu que Philippe de Savoie-Nemours ait eu d'autres enfants naturels ; en effet dans une lettre à Madame de Lornay datable de fin novembre 1533, Marie de Fareuil fait le récit de la "messe des bâtards", messe commandée par son époux Dominique d'Aussens, châtelain d'Annecy, père nourricier et curateur de fait des bâtards ducaux à l'occasion du décès du duc Philippe. Elle écrit : « il y a avoyt là mes sy bien chiers filz jacque et erasme lhonnorable jeanne laisne les honnorables philibert renee et jeanne la secunde mesdemoyselles philippa et jeanne la tierce nee l’honorable marie mademoyselle hieronyme et lhonorable mye et pour faire les choses en bonne meseure monsieur dossens auroyt encoures conviees mesdemoiselles anne et michiere de la perriere les donnees de monsieur de Sisteron oultre bien encore nos enfants et la jeusne madamoyselle dorly que nourrissons pour dyeu ... » On remarquera le soin apporté à la présentation de toutes ces personnes, chacune affublée d'un avant-nom spécifique qui trahit très certainement le statut social des mères qui leur ont donné le jour. Ces bâtards restent pour le moment inconnus des autres sources d'archives.